# Cirkelbroen

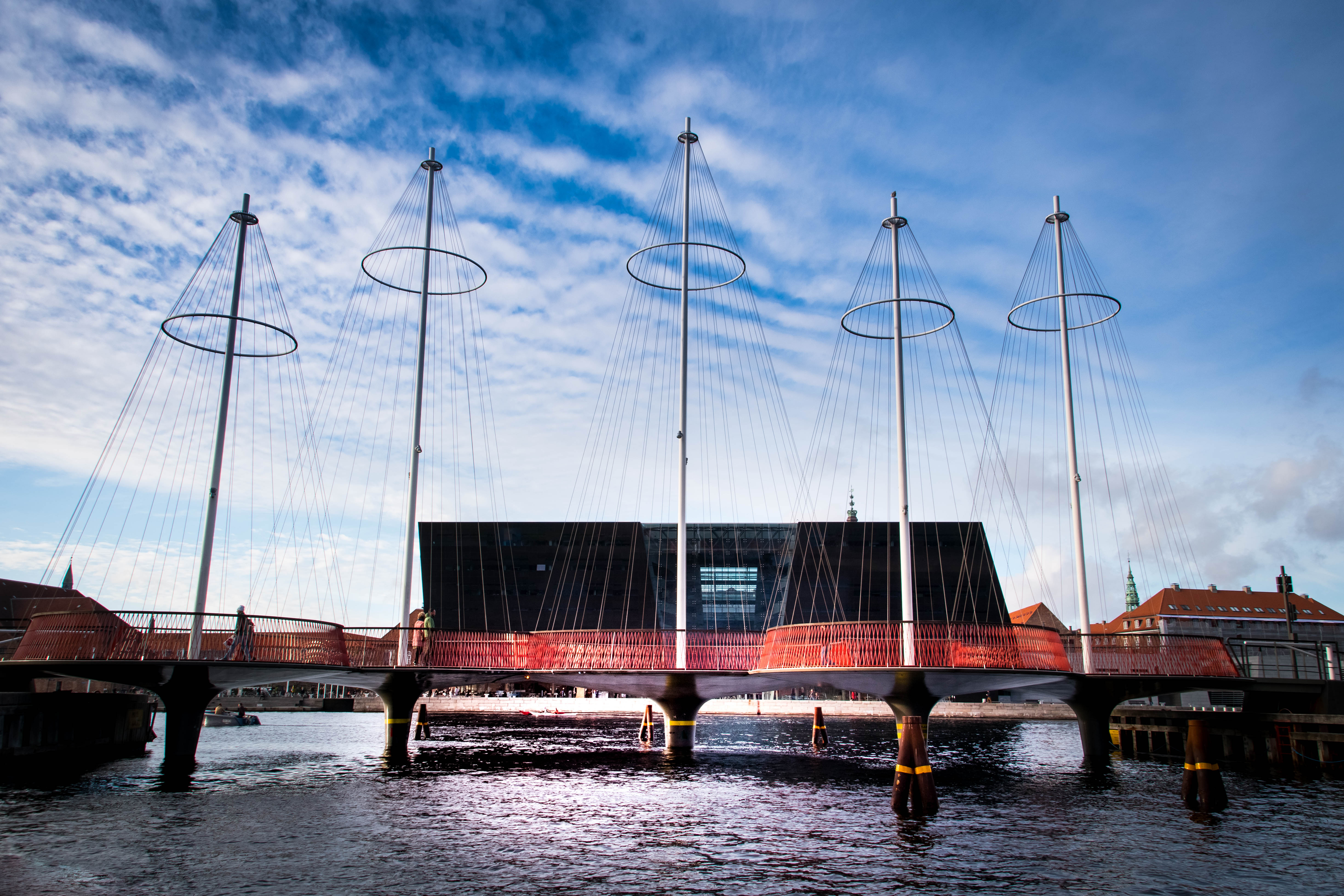
Cirkelbroen, im Hintergrund der „Schwarze Diamant“

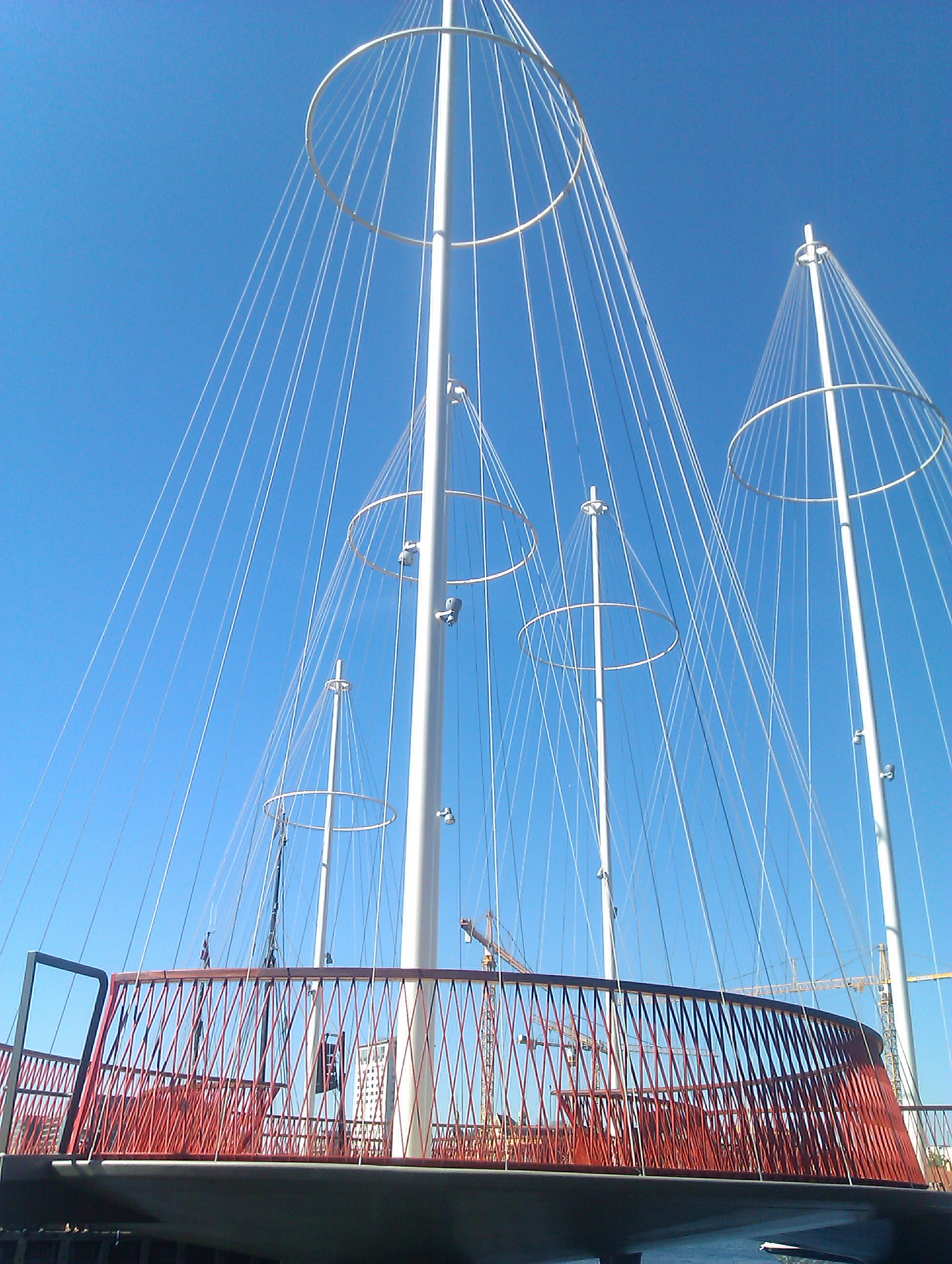
Masten und Drahtseile der Cirkelbro

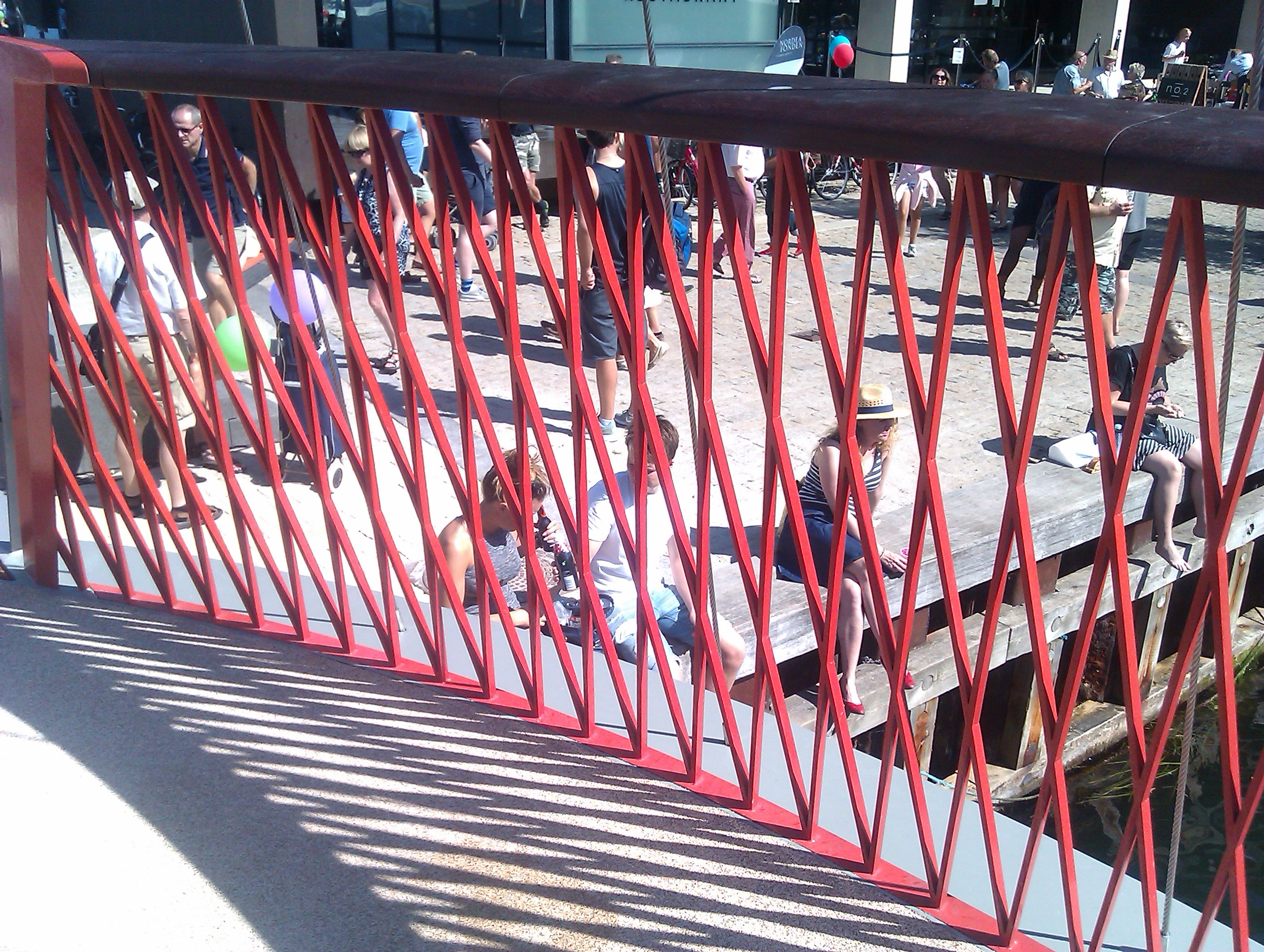
Detail des Geländers

Cirkelbroen (Die Kreisbrücke) ist eine 2015 fertiggestellte Fußgängerbrücke in Kopenhagen, die von dem dänisch-isländischen Künstler Ólafur Elíasson entworfen wurde. Sie besteht aus fünf verbundenen kreisrunden Plattformen unterschiedlicher Größe, die alle einen Mast mit Drahtseilen haben. Diese sollen Assoziationen an Segelschiffe wecken.
Der Oberbürgermeister von Kopenhagen bezeichnete die Brücke bei der Einweihung als Wahrzeichen.

## Beschreibung
Die Brücke war ein Geschenk der unabhängigen philanthropischen Stiftung Nordea-fonden. Sie hätte vor Ende 2013 fertiggestellt werden sollen, die Bauarbeiten wurden aber durch die Insolvenz des Bauunternehmens E. Pihl & Søn verzögert.
Am 22. August 2015 wurde die Brücke schließlich eröffnet. Sie quert den Christianshavns Kanal, bildet eine durchgehende Promenade entlang des Innenhafens und verbindet die Stadtteile Christianshavn und Applebys Plads.
Die Brücke soll an Segelschiffe mit ihren Masten erinnern. Der Entwerfer Elíasson beschrieb seine Inspiration so:

„Bei der Arbeit an der Brücke erinnerte ich mich an die Fischerboote, die ich als Kind in Island gesehen hatte. Im Hafen lagen die Boote oft direkt nebeneinander, und manchmal schien es, als könnte man den Hafen sogar überqueren, indem man von Boot zu Boot ging. ...
Bis zu 5000 Menschen werden täglich diese Brücke überqueren. Ich hoffe, dass diese Leute Cirkelbroen als Treffpunkt nutzen werden und dass sie aufgrund des Zickzack-Designs der Brücke ihre Geschwindigkeit reduzieren und eine Pause einlegen.“

Die Brücke ist rund 32 Meter lang, mit den Rampen an beiden Enden 40 Meter. Flache Boote wie Hafenrundfahrts-Schiffe können die lichte Höhe von 2,75 Meter passieren, für höhere Boote werden drei der fünf runden Plattformen als Drehbrücke horizontal geöffnet. Diese drei drehbaren Plattformen sind am Boden mit einer Stahlkonstruktion verbunden. Es dauert 20 Sekunden, die Brücke zu öffnen.
Die Plattformen bestehen aus Beton; insgesamt wiegt die Brücke 210 Tonnen. Die Geländer sind korallenrot lackiert, der Handlauf ist aus brasilianischem Guariúba-Holz. Die Brücke wird nachts durch LED-Leuchten in den Masten und Geländern beleuchtet, die automatisch mit der Straßenbeleuchtung ein- und ausgeschaltet werden.
Das Bauwerk kostete 34 Mio. Dänische Kronen (4,6 Mio. Euro).